# Eukleidovská geometrie
Eukleidovská (někdy také elementární nebo Eukleidova) geometrie je založena na definicích a axiomech, které publikoval Eukleidés v díle Základy (lat. Elementa). Jedná se o „přirozenou“, intuitivní geometrii, látku základního vzdělání, podobně jako je Newtonovská fyzika. Dlouho byla brána za jedinou možnou geometrii, teprve od 19. století jsou objevovány a popisovány jiné, neeukleidovské geometrie.
Eukleidés se v Základech věnuje nejen geometrii, ale také měření a teorii čísel. Geometrie však byla jeho axiomatickým přístupem ovlivněna pravděpodobně nejvíce, proto dnes bývá Eukleidés spojován především s rozvojem geometrie.
Dílo se skládá celkem ze 13 knih. Knihy I-VI jsou věnovány rovinné geometrii, knihy VII-IX jsou aritmetické a část jejich výsledku je aplikována na studium iracionalit v knize X. Knihy XI-XIII se zabývají prostorovou geometrií neboli stereometrií. Na začátku každé knihy jsou uvedeny definice (výměry) užívaných pojmů.

## Kniha I
První kniha vypracovává teorii trojúhelníku a rovnoběžníku. Na začátku první knihy jsou uvedeny i obecné principy (axiomy) a postuláty platné pro celé dílo.

### Definice (Základní pojmy)
Nejsou to definice, jak je dnes chápeme, tj. vymezit nový termín nějakými již definovanými pojmy. V ideálním geometrickém světě nebylo čím vymezovat; tam totiž bylo vše nové, dosud nepojmenované.
Jedná se o seznam velmi nepřímých popisů, které nám mají usnadnit pojmenování základních druhů geometrických objektů názvy.
Navozujeme příslušné druhy geometrických objektů prostřednictvím pojmů vytvořených pro jim podobné jevy reálného světa.
1. Bod je to, co nemá části.
2. Čára je délka bez šířky.
3. Hranice čáry jsou body.
4. Úsečka je čára, která je vůči bodům na ni ležícím umístěna rovně.
5. Plocha je to, co má pouze délku a šířku.
6. Hranice plochy jsou čáry.
7. Rovina je plocha, která je vůči úsečkám na ni ležícím umístěna rovně.
8. Úhel je vzájemný sklon dvou čar.
9. Když jsou čáry svírající úhel přímé, nazývá se tento úhel přímočarý.
10. Když se postaví úsečka na úsečku tak, že vytváří navzájem stejně velké sousední úhly, je každý z těchto stejně velkých úhlů pravý a úsečky jsou k sobě kolmé.
11. Tupý úhel je ten, který je větší než pravý.
12. Ostrý úhel je ten, který je menší než pravý.
13. Mez je to, co je něčeho hranicí.
14. Útvar je to, co je ohraničeno nějakou mezí nebo nějakými mezemi.
15. Kruh je rovinný útvar ohraničený jednou čarou (nazývanou kružnice), a to tak, že všechny úsečky, které jsou k ní vedeny z jednoho bodu, se navzájem rovnají.
16. Uvedený bod se nazývá střed kruhu.
17. Průměr kruhu je úsečka vedená středem a končící na obou stranách kružnicí; průměr rovněž dělí kruh napůl.
18. Půlkruh je útvar ohraničený průměrem a polovinou kružnice.
19. Přímočaré útvary jsou ohraničeny úsečkami; trojúhelník je ohraničen třemi úsečkami, čtyřúhelník čtyřmi a mnohoúhelník více než čtyřmi.
20. Rovnostranný trojúhelník má všechny strany stejně dlouhé; rovnoramenný trojúhelník má jen dvě strany stejné, nepravidelný trojúhelník má tři nestejné strany.
21. Pravoúhlý trojúhelník má pravý úhel; tupoúhlý trojúhelník má tupý úhel; ostroúhlý trojúhelník má tři ostré úhly.
22. Čtverec je čtyřúhelník, který má všechny strany stejně dlouhé a úhly všechny pravé; obdélník je sice pravoúhlý, avšak není rovnostranný; kosočtverec je rovnostranný, ale není pravoúhlý; kosodélník má protější strany i úhly navzájem stejné, není však ani rovnostranný ani pravoúhlý.
23. Rovnoběžky jsou takové úsečky, které leží v téže rovině a jejichž jakákoliv prodloužení se neprotínají.

### Eukleidovy postuláty (axiomy)

Pátý postulát. Pokud je součet úhlů α + β < 180 °, tak se tyto dvě přímky musí na straně těchto úhlů protnout.

Postuláty jsou axiomy ve dnešním slova smyslu.
1. Lze vytvořit úsečku, která spojuje dva dané body.
2. Danou úsečku lze na obou stranách libovolně prodloužit.
3. Lze vytvořit kruh o daném středu, na jehož obvodě leží daný bod.
4. Všechny pravé úhly jsou si rovny.
5. Jestliže úsečka protíná dvě úsečky tak, že na jedné straně je součet vnitřních přilehlých úhlů menší než dva pravé úhly, pak lze na této straně úsečky prodloužit tak, aby se tato jejich prodloužení proťala.

Eukleidovskou konstrukcí rozumíme takovou konstrukci, jejíž jednotlivé kroky jsou prováděny výhradně dle postulátů 1–3.
Pátý postulát se dnes formuluje též takto: K dané přímce a bodu, který na ní neleží, lze sestrojit právě jednu rovnoběžku, která prochází daným bodem (tzv. postulát rovnoběžnosti).
K pátému postulátu jsou rovněž ekvivalentní tvrzení:
- Součet vnitřních úhlů v trojúhelníku je roven dvěma pravým.
- Platí Pythagorova věta.
- Existuje alespoň jeden čtverec

### Eukleidovy axiomy (Obecné zásady)
Nejedná se o axiomy v dnešním slova smyslu, ale spíše o všeobecně platná pravidla – zřejmé pravdy v ideálním antickém světě.
1. Veličiny témuž rovné jsou si rovny i navzájem.
2. Když se přidají veličiny rovné k rovným, i celky se rovnají.
3. Odejmou-li se od rovných rovné, zbývající části jsou si rovny.
4. Když se přidají veličiny rovné k nerovným, i celky se nerovnají.
5. Dvojnásobky téhož se navzájem rovnají.
6. Poloviny téhož se navzájem rovnají.
7. Co se navzájem překrývá, navzájem se rovná.
8. Celek je větší než část.
9. Dvě samotné úsečky žádný útvar neohraničují.

### Věty
Na základě postulátů a axiomů dokázal Eukleidés věty o geometrických útvarech.

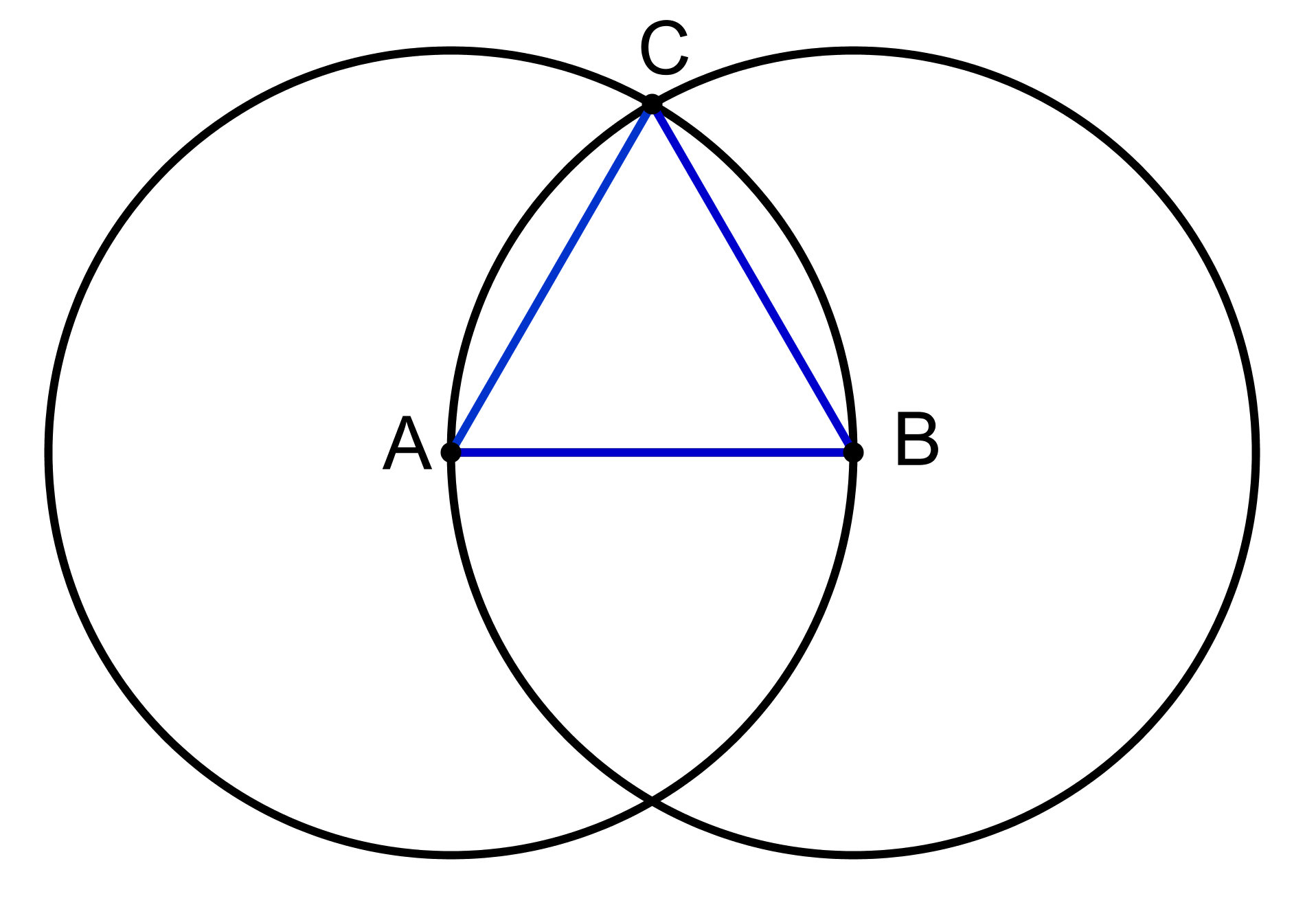
Kniha I, věta 1: Nad danou úsečkou sestrojte rovnostranný trojúhelník

1. Nad danou úsečkou sestrojte rovnostranný trojúhelník. [řešení]
2. Z daného bodu sestrojte úsečku shodnou s danou úsečkou. [řešení]
3. Jsou-li dány dvě úsečky různé velikosti, odečti od větší úsečky délku úsečky kratší. [řešení]
4. Jestliže dva trojúhelníky mají shodné dvě strany i úhel jimi sevřený, pak jsou tyto trojúhelníky shodné. Mají shodné všechny strany i úhly. (sus)
5. V rovnoramenném trojúhelníku jsou úhly při základně shodné. Prodloužíme-li shodné strany (ramena), úhly pod základnou budou též shodné.
6. Má-li trojúhelník dva úhly shodné, pak jsou shodné i strany ležící proti těmto úhlům.
7. Trojúhelník je jednoznačně zadán jednou stranou a délkami zbývajících dvou stran. (až na symetrii)
8. Shodují-li se dva trojúhelníky ve všech třech sobě odpovídajících stranách, pak mají shodné i všechny úhly (sss).
9. Rozpulte daný úhel. (Sestrojte osu úhlu)
10. Rozpulte danou úsečku. (Sestrojte osu úsečky)
11. Z daného bodu na úsečce vztyčte kolmici.
12. Spusťte z daného bodu kolmici k dané úsečce.
13. Součet sousedních úhlů protínajících se úseček je rovný dvěma pravým úhlům.
14. Když mají dva úhly společnou úsečku a jejich součet je rovný dvěma pravým úhlům, pak leží zbývající ramena úhlu v jedné úsečce.
15. Vrcholové úhly dvou protínajících se úseček jsou shodné.
16. Prodloužíme-li stranu trojúhelníku, bude vždy vnější úhel větší než kterýkoliv protější úhel vnitřní.
17. V každém trojúhelníku je součet kterýchkoliv dvou úhlů menší než dva pravé úhly.
18. V každém trojúhelníku leží proti delší straně větší úhel.
19. V každém trojúhelníku leží proti většímu úhlu delší strana.
20. V každém trojúhelníku jsou libovolné dvě strany dohromady větší než strana zbývající.
21. Když z vrcholů jedné ze stran trojúhelníku sestrojíme úsečky, jež se protínají uvnitř trojúhelníka, bude součet těchto úseček menší než součet zbylých dvou stran trojúhelníku, budou však svírat větší úhel.
22. Sestrojte trojúhelník daný velikostmi tří stran. Nutnou podmínkou je, aby součet kterýchkoliv dvou stran byl větší než strana zbývající.
23. Na dané úsečce a z daného bodu na ní sestrojte úhel shodný s daným úhlem.
24. Jestliže mají dva trojúhelníky shodné dvě strany a úhel jimi sevřený je různý, pak jsou i zbývající strany různé.
25. Jestliže mají dva trojúhelníky shodné dvě strany a třetí stranu různou, pak je také různý úhel sevřený shodnými stranami.
26. Shodují-li se dva trojúhelníky ve dvou úhlech a jedné straně, pak mají shodné i zbývající strany a úhly. (usu)
27. Když úsečka protíná dvě dané úsečky ve shodných střídavých úhlech, jsou tyto úsečky rovnoběžné.
28. Když úsečka protíná dvě dané úsečky ve shodných souhlasných úhlech, jsou tyto úsečky rovnoběžné.
29. Protíná-li úsečka dvě rovnoběžky, pak jsou souhlasné i střídavé úhly rovné. Součet souhlasného a střídavého úhlu je rovný dvěma pravým úhlům.
30. Všechny rovnoběžky dané úsečky jsou vzájemně rovnoběžné.
31. Daným bodem veďte rovnoběžku s danou úsečkou.
32. V každém trojúhelníku se vnější úhel, prodlouží-li se jedna ze stran trojúhelníku, rovná dvěma protilehlým vnitřním úhlům a součet všech tří vnitřních úhlů je rovný dvěma pravým úhlům.
33. Úsečky spojující krajní body dvou shodných rovnoběžných úseček na stejné straně jsou také samy shodné a rovnoběžné. kniha 1, věta 43: Doplňkové rovnoběžníky rovnoběžníků nad úhlopříčkou mají stejný obsah.

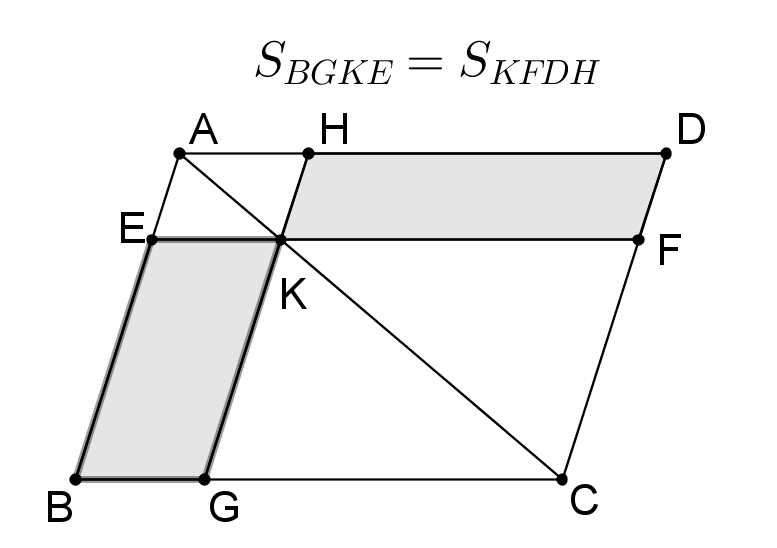
kniha 1, věta 43: Doplňkové rovnoběžníky rovnoběžníků nad úhlopříčkou mají stejný obsah.

34. Rovnoběžníky mají protější strany i úhly navzájem shodné a úhlopříčkou se půlí.
35. Rovnoběžníky sestrojené nad společnou základnou a mezi týmiž rovnoběžkami mají stejný obsah.
36. Rovnoběžníky se shodnou základnou sestrojené mezi týmiž rovnoběžkami mají stejný obsah.
37. Trojúhelníky sestrojené nad společnou základnou a mezi týmiž rovnoběžkami mají stejný obsah.
38. Trojúhelníky se shodnou základnou sestrojené mezi rovnoběžkami mají stejný obsah.
39. Trojúhelníky se stejným obsahem a společnou základnou musí na téže straně ležet mezi společnými rovnoběžkami.
40. Trojúhelníky se stejným obsahem a shodnou základnou musí na téže straně ležet mezi společnými rovnoběžkami.
41. Když má trojúhelník s rovnoběžníkem společnou základnu a jsou-li sestrojeny mezi týmiž rovnoběžkami, má rovnoběžník dvakrát větší obsah než trojúhelník.
42. Sestrojte rovnoběžník se stejným obsahem jako daný trojúhelník, je-li dán jeho vnitřní úhel.[řešení]
43. V každém rovnoběžníku mají doplňky rovnoběžníků nad úhlopříčkou stejný obsah. řešení
44. Sestrojte rovnoběžník se stejným obsahem jako daný trojúhelník, je-li dán jeden jeho úhel a jedna strana.[řešení]
45. Sestrojte rovnoběžník se stejným obsahem jako daný čtyřúhelník, je-li dán jeho vnitřní úhel. [řešení]
46. Nad danou úsečkou sestrojte čtverec. Eukleidův důkaz Pýthagorovy věty

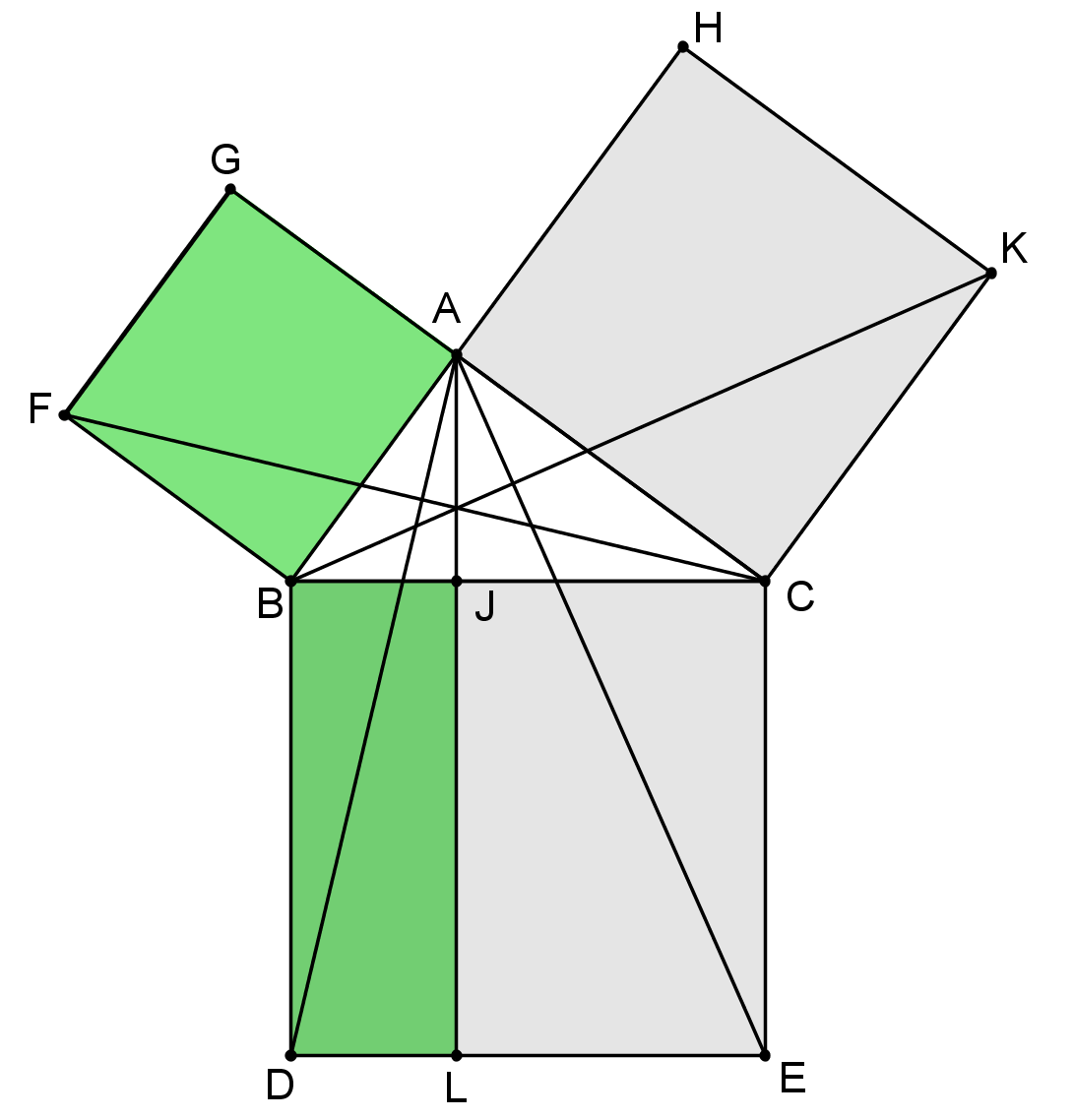
Eukleidův důkaz Pýthagorovy věty

47. V pravoúhlém trojúhelníku se obsah čtverce proti pravému úhlu rovná součtu obsahů čtverců u pravého úhlu. (Pýthagorova věta, při důkazu se objevuje formulace Eukleidovy věty o odvěsně.) [řešení]
48. Jestliže v trojúhelníku obsah čtverce u jedné ze stran se rovná součet obsahů čtverců u zbývajících dvou stran trojúhelníku, pak úhel mezi těmito zbývajícími dvěma stranami je pravý. (Eukleidés toto tvrzení dokazuje pomocí předchozí věty).

## Kniha II
Kniha geometrické algebry, většina tvrzení jsou geometrické interpretace algebraických vzorců.
Věta 11: Rozdělte danou úsečku tak, aby se obsah obdélníka z celé a kratší části úsečky rovnal obsahu čtverce nad delší části úsečky. (Rozdělení úsečky zlatým řezem.)
Věta 12: V tupoúhlém trojúhelníku je čtverec strany proti tupému úhlu rovný součtu čtverců nad zbývajícími stranami zvětšenému o dvojnásobek obsahu obdélníka tvořeného ramenem tupého úhlu a jeho pravoúhlým průměten na vnější úsečku druhého ramena. (Kosinová věta pro tupoúhlé trojúhelníky.)
Věta 13: V ostroúhlém trojúhelníku je čtverec strany proti jednomu úhlu rovný součtu čtverců nad zbývajícími stranami zmenšenému o dvojnásobek obsahu obdélníka tvořeného ramenem tohoto úhlu a jeho pravoúhlým průměten na vnitřní úsečku druhého ramena. (Kosinová věta pro ostroúhlé trojúhelníky.)
Věta 14: Sestrojte čtverec, jenž má stejný obsah jako daný čtyřúhelník. (Při odvození je dokázána Eukleidova věta o výšce.) [řešení]

## Kniha III
Celá kniha je věnována kruhu a jeho vlastnostem. Elementárním vlastnosti úseček v kruhu jsou popsány větami 1-4, 7-9 a 14-15. Vzájemný vztah dvou kruhů, zvláště jejich dotyk, je studován ve větách 5,6,10-13. Tečna je zkonstruována a studována ve větách 16-19. Věty 20-34 jsou věnovány vlastnostem středového a obvodového úhlu, mocnost bodu ke kružnici je popsána ve větách 35-37.
Věta 20: V kruhu je úhel při středu dvojnásobkem úhlu při kružnici, pokud mají úhly za základnu týž oblouk.
Věta 31: Úhel sestrojený nad průměrem kružnice je pravý. (Thalétova věta)

## Kniha IV
Všech 16 vět tvoří problémy vepisování útvarů do kruhu. Postupně je do kruhu umístěna úsečka dané délky, trojúhelník podobný danému trojúhelníku, čtverec a pravidelný pětiúhelník, šestiúhelník a desetiúhelník. Dále jsou tyto útvary kruhu opsány

Nakreslení pravidelného pětiúhelníku Eukleidovskou konstrukcí

Věta 10: Sestrojte rovnoramenný trojúhelník, jehož úhly při základně jsou dvakrát větší než úhel při zbývajícím vrcholu. 
Věta 11: Do daného kruhu vepište pravidelný pětiúhelník. 